# Leśna Dolina (Białystok)
Leśna Dolina – osiedle o funkcji mieszkaniowej w Białymstoku, położone na zachodzie miasta.

## Obiekty i tereny zielone
- Szkoła Podstawowa nr 49
- Przedszkole Samorządowe nr 80
- Spółdzielnia mieszkaniowa Słoneczny Stok
- Las Bacieczkowski
- Cmentarz z II wojny światowej
- Cmentarz rzymskokatolicki
- Cmentarz prawosławny z cerkwią św. Eufrozyny Połockiej
- Cerkiew Zmartwychwstania Pańskiego
- Sala Królestwa Świadków Jehowy[2]

## Opis granic osiedla
Od torów kolejowych al. Jana Pawła II do ul. gen. Wł. Sikorskiego, ul. gen. Wł. Sikorskiego do ul. ks. J. Popiełuszki, ulicą ks. Popiełuszki, wzdłuż torów kolejowych do al. Jana Pawła II.

## Ulice i place znajdujące się w granicach osiedla
Al. Jana Pawła II – nieparzyste 61A-94, Al. Niepodległości - brak budynków, św. Andrzeja Boboli – parzyste 78-114, nieparzyste 53-83, Armii Krajowej, Bacieczki – parzyste 142-216, nieparzyste 131-225, Batalionów Chłopskich, Grzeczna, Hotelowa, ks. Jerzego Popiełuszki – parzyste 60-108, Miłosna, Niska, Powstańców, Przyjazna, Sympatyczna, Szarych Szeregów, gen. Władysława Sikorskiego – nieparzyste.